# Bover australià

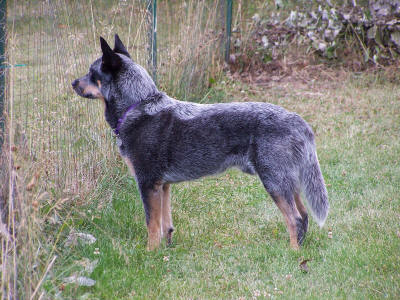
Bover australià

El Bover australià és un gos bover originari d'Austràlia, en comparació amb altres races està molt ben documentada, ja que és relativament recent.

## Història
A principis del segle xix la indústria ramadera d'Austràlia havia crescut fins a les planes i sobre les enormes extensions de terra. El bestiar s'havia convertit en bèsties salvatges i rudes, els Smithfields, fins llavors els seus gossos d'atura, ja perdien el control amb freqüència del bestiar. A aquests gossos els vencia la calor i les distàncies que recorrien per traslladar el bestiar, a més tendien a mossegar i bordar molt, ja que sabien pasturar borregos i no bestiar, i de vegades amb les banyes resultaven ferits. Aquest problema existia tant a Austràlia com als Estats Units i mentre els americans van desenvolupar els pastors muntats a cavall (cowboys) els australians van desenvolupar una raça de gossos bovers.
El 1830 es va realitzar una travessa de Smithfields amb dingos, el gos primitiu que habitava a Austràlia i que fins llavors matava els animals. De ser considerat com una plaga va passar a ser la millor contribució a aquesta raça. Es creia que s'obtindrien gossos més acoblats al clima, a la feina i més silenciosos. Es van obtenir gossos de pèl vermell, silenciosos però que mossegaven encara més. Aquesta raça no va prosperar i moriren.
El 1840 un altre ramader amb la mateixa inquietud però diferent enfocament, va importar una parella de highland collies de pèl blau d'Escòcia, que van resultar gossos que bordaven molt. La descendència d'aquesta parella la va creuar amb dingos i va obtenir un gos de treball silenciós i de pelatge blau o vermell.
També es van introduir dues altres races per millorar aquest creuament: el dàlmata per tal d'aconseguir que els gossos treballessin també amb cavalls i fossin més fidels i fiables per als amos; i els kelpies negres o color palla, gossos pastors australians, per reafirmar les seves habilitats en el treballs que s'havien perdut amb el creuament amb dàlmates. La influència dels dàlmates va donar cadells de pell blanca en néixer i que canvien de color a les tres setmanes d'edat d'un pelatge llis a un altre. Del kelpie venen les marques color palla en les potes, pit i cap. El resultat final va ser un gos actiu, compacte, amb la cautela de Dingo, la fiabilitat d'un dàlmata, l'habilitat d'un collie i un kelpie, i una coloració de pelatge únic al món.
A principis de 1890 Robert Kaleski es va interessar per aquests gossos. Va decidir donar a conèixer aquesta raça amb els seus contactes com a periodista i va impulsar-la, aconseguint el 1903 que el Kennel Club acceptés el primer estàndard de la raça. Creia fermament en la important contribució de la sang del dingo per al pasturatge de bestiar i eventualment introduïa dingos alseus creuaments per mantenir l'estil eficient.
El novembre de 1988 es va formar en Australian Cattle Dog Club of America a Califòrnia. L'1 de maig de 1980 va sol·licitar llicència al AKC (American Kennel Club) i l'1 de setembre d'aquest any li va ser atorgat.
En tots aquests anys els bovers australians han vingut guanyant terreny tant en el treball com en el cor dels amos. Se'ls coneix amb molts noms o àlies: "Blueys" (blauets), "blue dogs" (gossos blaus), "Heelers" (taloneres), "Queenlad heelers" (taloneres de Queens), "Blue heelers" (taloneres blaus), "Red heelers" (taloneres vermells) i fins erròniament són anomenats "dingos".
Els australians són molt versàtils i incansables treballadors que s'adapten diverses activitats. Han estat utilitzats com a gossos de rescat i recerca, detectors de bombes i drogues, gossos de servei i per descomptat, pasturatge de bestiar.

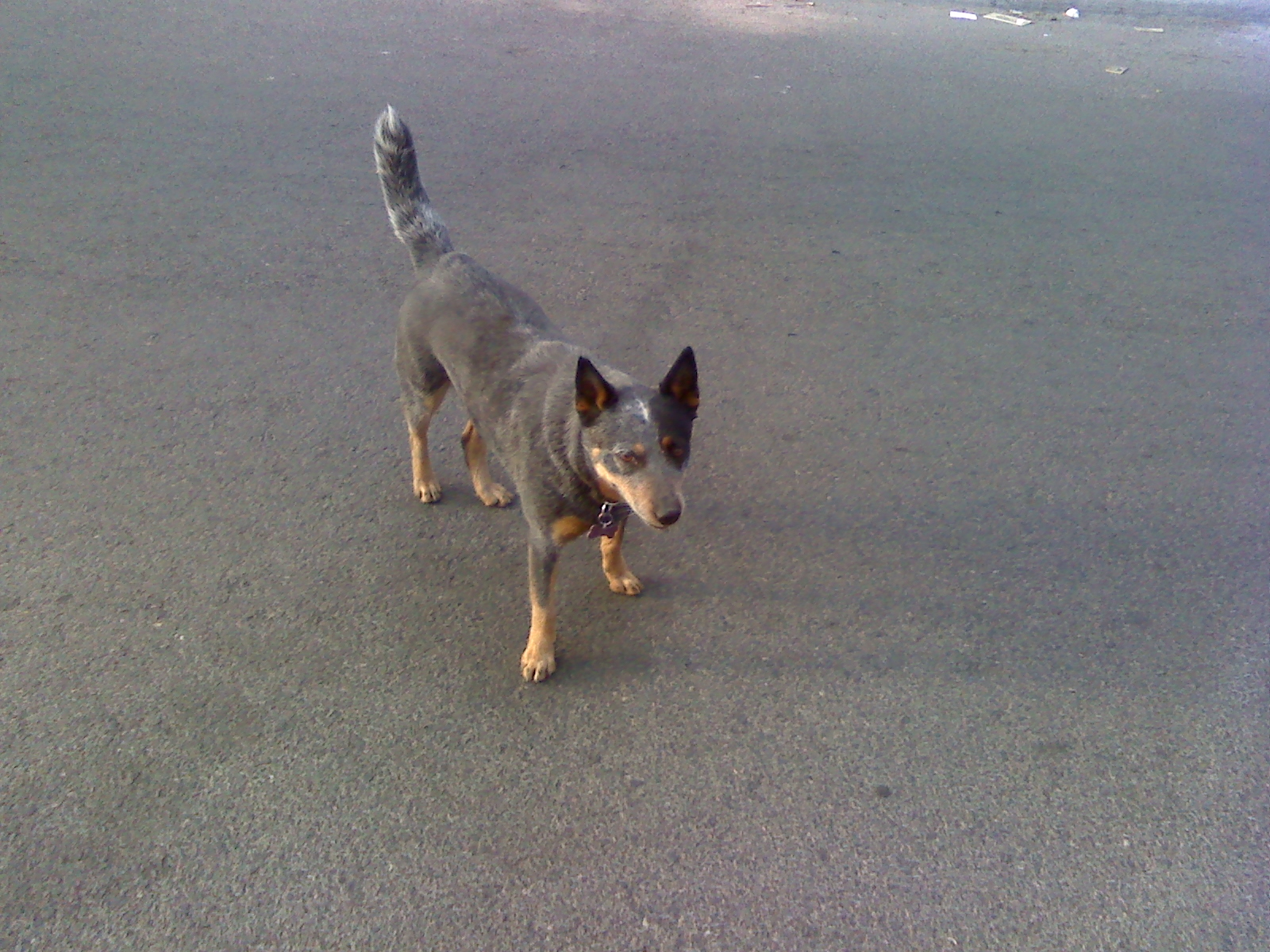
Bover australià en color blau (Blue Heel)

## Característiques

### Cap
El cap és fort i ha de ser proporcional al cos del gos, per mantenir la seva conformació general. El crani ample és lleugerament corb entre les orelles. Les galtes són musculoses, ni tosques ni prominents, de forta maixella. Els llavis són estrets i nets. El nas sempre és negre. Per mesurar el cap és des de la punta del nas, passant entre els ulls, a la punta de l'orella parada; passant el crani per enrere a través de l'ull a la punta del nas, han de mesurar un triangle equilàter.
Els ulls ovalats, mitjans, ni prominents ni enfonsats, hauran d'expressar estat d'alerta i intel·ligència, color cafè fosc.

#### Orelles
Han de ser de grandària moderada, preferible petites que grans, de base ampla i de la punta puntegudes, ni rodones com cullera, ni puntegudes com de ratpenat. Col·locades i inclinades cap a fora. Hauran de ser gruixudes, carnoses i cobertes de pes a l'interior. Les dents serien fortes, amb separacions iguals, amb unió, amb mossegada com de tisora, els incisius inferiors tanquen just abans i al costat de les incisives superiors.

### Coll
Molt fort, musculós, que li permeti voltejar el cap cap al cos, no ha de ser fluix ni tenir pell penjada.

### Cos
El gos ha de ser 10% més llarg que alt, malauradament molts són molt curts i això els resta moviment i flexibilitat.

### Potes
Rodones i amb dits llargs i junts. Els coixinets durs, ungles curtes i fortes.

### Moviment i caminant
L'acció és real, lliure, flexible a incansable, i el moviment d'espatlles i quarts davanters és uníson amb la força dels posteriors. La capacitat de moviments ràpids i inesperats és elemental. Quan troten les potes tendeixen a ajuntar al nivell del sòl conforme la velocitat va en augment.

### Pelatge
El pèl és suau, amb doble capa sent més densa la més curta. El pèl és llarg i dur, raó per la qual és impermeable. En les potes posteriors el pelatge és llarg on s'uneixen les cuixes. En el cap (fins i tot dins de les orelles) fins al front de les potes el pelatge és curt. Al voltant del coll, més llarg i més gruixut. El pèl entre arrissat i ondulat és evident en femelles molt adultes.

#### Color

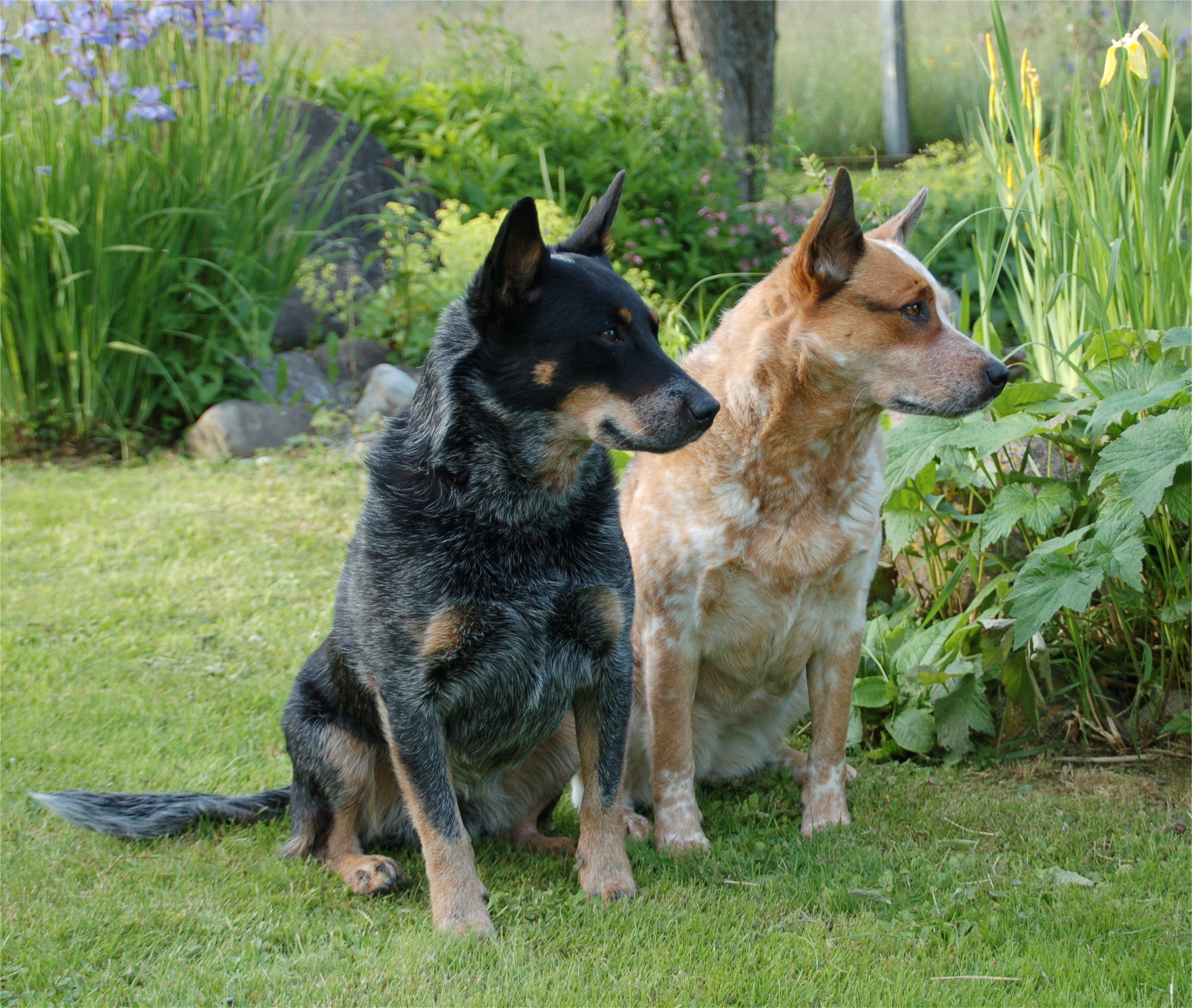
Els dos colors del Bover australià, el blau i el vermell.

Blau: el color pot ser blau amb altres marques o sense. El permès en marques són, negres, blaus o palla al cap, preferentment simètriques. les potes davanteres color palla fins a la meitat i estenent al davant del pit i gola, i en les maixelles. La capa inferior pot ser palla en el cos sempre que no sobresurti a la capa superior blava. Les marques negres en el cos no són desitjables.
Vermell: el color ha de ser molt semblant en tot el cos, incloent la capa inferior (ni blanc ni crema), amb marques vermelles al cap, o sense. Les marques simètriques són desitjades. Les marques més vermelles en el cos són permeses però no desitjades.
Hi ha dos problemes principals en el color. Els gossos blaus que tendeixen al negre i el segon són els gossos vermells que no tenen pigues. Aquest darrer és més que un problema, i una de les raons per les quals els vermells són menys predominants que els blaus.

### Mida
El mascle pot mesurar de 46 cm a 51 cm, i pesar entre 20 i 26 kg. La femella pot mesurar de 43 cm a 48 cm, i pesar entre 18 i 23 kg. En aquest aspecte gairebé no hi ha problemes, ja que els requisits d'alçada s'han mantingut amb facilitat.